# Granholmen (vid Isnäs, Lovisa)
Granholmen är en ö i Finland. Den ligger i Finska viken och i kommunen Lovisa i den ekonomiska regionen  Lovisa i landskapet Nyland, i den södra delen av landet. Ön ligger omkring 63 kilometer öster om Helsingfors.
Öns area är 2,4 hektar och dess största längd är 260 meter i nord-sydlig riktning. I omgivningarna runt Granholmen växer i huvudsak blandskog.